# Reydon (Suffolk)
Reydon is een civil parish in het bestuurlijke gebied Waveney, in het Engelse graafschap Suffolk met 2.567 inwoners.
De voormalige civil parish Easton Bavents werd in het civil parish Reydon ingevoegd.